# Rio Derwent
O Rio Derwent (em inglês: Derwent River; em inglês antigo: Darwent) é um rio localizado no noroeste da Inglaterra, atravessando os condados de North Yorkshire e East Yorkshire. Com comprimento de 115,1 quilômetros, é um afluente significativo do Rio Ouse, que é o sexto maior rio do Reino Unido.
O Derwent tem sua nascente em Flyingdales Moor, uma área situada a 260 metros de altitude no Parque Nacional dos North York Moors. Ao longo de seu percurso, o rio passa por diversos povoados, incluindo Malton, Stamford Bridge e Elvington, antes de desaguar no Barmby Barrage, próximo à localidade de Barmby in the Marsh, onde encontra o Rio Ouse. Juntos, eles continuam seu fluxo até o Humber, desaguando no Mar do Norte.

## Geologia
Na sua nascente, no North York Moors, o Rio Derwent e seus afluentes correm sobre calcário Coralliano do período geológico Jurássico. A jusante de Stamford Bridge, a área de captação, é principalmente de arenito Sherwood do período Triássico. Ao leste deste arenito encontra-se Lamito Mércia, também do período Triássico.
Algumas das rochas são de um grande aquífero e proporcionam uma valiosa fonte de abastecimento de água na área. O maior aquífero é de calcários coralianos, giz e arenito Sherwood. Há afloramentos de calcário coraliano nas colinas que cercam o Vale de Pickering e outra série de calcários e arenitos. Este aquífero não está confinado em partes e recebe água do rio Rye e do rio Derwent engolindo por buracos.

## Clima
As chuvas e condições climáticas variam um pouco em toda a área da bacia do Derwent devido a sua topografia. A precipitação anual varia entre médias de 600 mm em Barmby Barrage para mais de 1100 mm em sua nascente, em North York Moors.

## Economia
O perfil econômico do rio Derwent é dominado pelo seu valor como um recurso de água para abastecimento de povoados e cidades, como também no uso agrícola ao longo do seu curso. O rio é popular com os pescadores em todo o seu curso e há muitas valiosas áreas de conservação e locais de especial interesse científico.